# Medientyp (Mediaplanung)
Im Bereich der Mediaplanung unterscheidet man zwischen den Medientypen Paid Media, Owned Media und Earned Media. Die Begrifflichkeiten wurden erstmals 2008 von der Mediaplanung des Unternehmens Nokia verwendet und 2009 durch eine Studie des Marktforschungsunternehmens Forrester Research einer größeren Öffentlichkeit bekannt gemacht. Das auch kurz POE oder POEM genannte Modell wird seither in einer Vielzahl von Mediaagenturen und Werbeagenturen bei der Entwicklung von Kampagnen herangezogen.

## Klassische Unterteilung
Der Medientyp Paid Media umfasst alle Formen bezahlter Werbemaßnahmen, bei denen das Unternehmen sich bei einem Medium zur Nutzung dessen Kommunikationskanals einkauft. Dies sind zum Beispiel Fernsehwerbung, Printwerbung, Internetwerbung, Außenwerbung, Radiowerbung oder Kinowerbung. Inhalt und Form der Botschaft kann hier vom Unternehmen gesteuert werden. Die Verbreitung der Inhalte geht allerdings mit zum Teil erheblichen finanziellen Aufwänden für den Mediaeinkauf einher. Zu den Paid Media zählt auch die relativ neue Werbeform Native Advertising.
Unter Owned Media versteht man alle Medien aus dem Bereich des Corporate Publishing, die ein Unternehmen selbst betreut und kontrolliert. Dieser Medientyp umfasst insbesondere alle unternehmenseigenen Websites und mobilen Angebote, Kundenzeitschriften, Business TV sowie Corporate Blogs. Facebook-, Twitter- oder YouTube-Profile werden auch zu dieser Kategorie gezählt, obwohl diese genau genommen nicht im Besitz des Unternehmens sind, sie werden gemietet. Die Inhalte werden vom Unternehmen gezielt kontrolliert und sind für die Empfänger klar als Botschaft des Unternehmens zu erkennen. Daraus ergibt sich aber auch unter Umständen, dass sie als unglaubwürdig wahrgenommen werden. Außerdem bindet die Betreuung eigener Kanäle personelle Ressourcen im Unternehmen.
Als Earned Media bezeichnet man alle Inhalte, die vor allem über unabhängige redaktionelle Medienkanäle und von Konsumenten ohne direkten Auftrag des Unternehmens erstellt und verbreitet werden. Dazu zählen unter anderem Inhalte, die sich über Social Media „organisch“ bzw. „viral“ verbreiten sowie Empfehlungen von Produkten in sozialen Netzwerken oder Bewertungsportalen. Die organische Verbreitung ist hierbei das zentrale Merkmal. Earned Media gilt daher als eine sehr kosteneffiziente Marketing-Methode. Im Gegensatz zu Owned Media wird Earned Media, vor allem in Bezug auf redaktionelle Publikationen, großes Vertrauen entgegengebracht. Die hohe Glaubwürdigkeit von unabhängigen etablierten Medien kann im Kontext der Berichterstattung auf Unternehmen abfärben. Dass unabhängige redaktionelle Medien und Verbraucher aus eigenem Antrieb Inhalte für ein Unternehmen produzieren und verbreiten, muss sich das Unternehmen durch wahrheitsgetreue PR-Arbeit und langfristige Kundenpflege darauf aufbauendes Empfehlungsmarketing „Sowohl verdienen“.
Owned Media und Earned Media werden auch als Teil des Content Marketings gesehen.

## Weitere nicht-klassische Typen
Bei verschiedenen Modellen werden weitere Medientypen wie Curated Media, Promoted Media, Shared Media, Network Media oder Borrowed Media postuliert.
Da sich die verschiedenen Typen immer weiter annähern und bei Kampagnen verstärkt auf alle Typen gleichermaßen zurückgegriffen wird, wodurch sich zwischen den einzelnen Typen immer größere Schnittmengen ergeben, spricht man auch von Converged Media (siehe: Medienkonvergenz).